# Севакар
Севакар (арм. Սևաքար) — село в Капанском районе Сюникской области Армении, расположенное в 14 км к северо-востоку от районного центра на высоте 1050 м над уровнем моря.

## Население
Динамика численности населения по годам:
| Год переписи | 1831 | 1897 | 1926 | 1939 | 1959 | 1970 | 1979 | 1989 | 2001 | 2004 |
| ------------ | ---- | ---- | ---- | ---- | ---- | ---- | ---- | ---- | ---- | ---- |
| Население    | 183  | ↗703 | ↘494 | ↘431 | ↘288 | ↘203 | ↘89  | ↗112 | ↗122 | ↘80  |

## Экономика
Население занимается животноводством, плодоводством, выращиванием зерновых и кормовых культур.

## Памятники истории и культуры
В селе есть церковь Св. Аствацацин XVII века.